# ブランディ・ローデス
ブランディ・ローデス（Brandi Rhodes、1983年6月23日 - ）は、アメリカ合衆国のプロレスラー、モデルである。本名はブランディ・ラネルズ（Brandi Alexis Runnels）、ミシガン州カントン出身。
夫はプロレスラーとしてWWEで活動しているコーディ・ローデス。義父はダスティ・ローデスであり、ダスティン・ローデスは義兄にあたる。
WWEではリングアナウンサー、TNAやROHではプロレスラーとして活動した。
英語圏では名前をローズと発音するのが一般的だが、本項では以降日本でよく知られている名前のローデスを使用する。

## 来歴
ミシガン州で生まれ育ったブランディは、ミシガン大学を卒業し、ミシガン州でニュースキャスターを務め、その後フロリダ州マイアミでモデルや女優の仕事をしていた。
2011年3月、 WWEとディベロップメンタル契約を結び、傘下のFCWで活動開始。エデン・スタイルズ（Eden Stiles）のリングネームでSmackDown!にリングアナウンサーとして登場するも同年12月に契約解除。
2013年9月、プロレスラーであるコーディ・ローデスと結婚。
2013年11月、WWEと再度契約。NXT及びSmackdown!にリングアナウンサーとして活動する。
2016年5月24日、夫であるコーディがWWEに契約解除を要請し退団したのを追う形で、ブランディもWWEに契約解除を求め退団。
2016年8月、"Wrestling Under the Stars"にてプロレスラーとしてデビュー。その後TNA・ROHでもプロレスラーとしての活動を本格化させる。
コーディが新日本プロレスに参戦する際には来日に同行し、2018年1月4日の新日本・東京ドーム大会「WRESTLE KINGDOM 12 in 東京ドーム」にもディーヴァとして登場した。
2019年1月、夫コーディらとともに新団体AEWの設立を発表し、女子部門の責任者に就任した。

## 得意技
変形フライト・ライナー
スナップ式フラット・ライナー。
右足を振り反動を付けて相手を引き倒し相手の顔面を強打させる変形フェイス・バスター。
スピアー

## タイトル
DDTプロレスリング
- アイアンマンヘビーメタル級王座 : 1回